# Алиса Селезньова
Алѝса Ѝгоревна Селезньо̀ва (на руски: Алиса Игоревна Селезнёва) e героиня от книгите на руския писател Кир Буличов. Алиса е московско момиче, което живее в края на XXI век. Като литературен персонаж на Кир Буличов Алиса се появява в 1965 година, когато в „Мир приключений“ се публикуват първите разкази за нея („Момиченцето, на което нищо не може да се случи“). В 1974 година излиза сборник разкази „Девочка с земли“, който на българския пазар излиза под името „Момиченцето от Земята“ в 1981 година. Филмът „Гостенка от бъдещето“ („Гостья из будущего“) е направен по романа „Приключения в бъдещето“. Героинята е кръстена на дъщерята на писателя Алиса Можейко.

## Биография
Алиса е единствената дъщеря на професора по космическа зоология Игор Селезньов, директор на московския Космозоопарк, и на архитектката Кира Селезньова. Живее в края на XXI век в Москва, ходи на училище и е членка на кръжока на младите естественици. Често пътешества с баща си и приятели и попада в различни приключения. Формална наследница на императорския трон на планетата Пет-Четири.

## Рождена дата
Алиса се роди на 17 ноември. С тази фраза започва повестта „Рожденият ден на Алиса“. По-точно – 17 ноември във втората половина на XXI век. Рождената година на Алиса не е известна, тъй като не е спомената директно в нито едно произведение на Буличов. На базата на споменатите в различните повести за Алиса дати могат да се изчислят няколко варианта. Така в повестта „Островът на ръждивия лейтенант“ действието се развива в началото на лятната ваканция (април – юни) на 2089 година (празнува се 300-годишнината от падането на Бастилията). Алиса е на 9 години и 2 месеца, тоест трябва да се е родила във втората половина на март – първата половина на април 2080 година, което противоречи на повестта „Рожденият ден на Алиса“. Но според разказа „Второкласници“, чието действие се развива малко преди събитията от „Островът...“, биологическата възраст на Алиса е с разлика от минус половин година спрямо земния календар заради разсинхронизацията на каналите между хронопотоците при незаконното транспортиране на Алиса в миналото. Като се вземат предвид всички многобройни хронопътешествия на Алиса, отношението на реалната ѝ биологическа възраст и календарните дати е доста объркан въпрос. Повестта „Пътешествието на Алиса“ също дава друга дата – на 3 март 2074 година Гръмозека в ресторант „Луноход“ дава автограф на една „прекрасна землянка“, а в следващата година през есента Алиса навършва 10 години. Следователно вторият вариант е 17 ноември 2065 година. Действието на повестта „Приключение в бъдещето“ започва на 11 април 2082 година, като Алиса е на 11 години. Тъй като е родена през есента – третият вариант е 2070 година.

## Хронология
1. „Момиченцето, на което нищо не може да се случи“: 2083 – 2086
2. „Резерватът на приказките“: пролет 2087
3. „Козлето Иван Иванович“: пролет 2087
4. „Пътешествието на Алиса“: лято 2088
5. „Второкласници“: есен 2088 – пролет 2089
6. „Островът на ръждивия лейтенант“: юни 2089
7. „Рожденият ден на Алиса“: есен 2089
8. „Лилавата топка“: зима 2089 – 2090
9. „Пленниците на астероида“: юли 2090
10. „Приключение в бъдещето“: април 2091
11. „Милион приключения“: пролет – лято 2091
12. „Затворниците на Ямагири-Мару“: пролет 2092
13. „Краят на Атлантида“: пролет 2092
14. „Гай-До“: юли 2092
15. „Градът без памет“: август 2092

## Визуализация на образа
Най-прочутият рисуван вариант на Алиса Селезньова е този на Евгений Мигунов, макар той да се отличава от авторското описание: високото момиче със светли коси се превръща в ниско русо момиче. Мигунов подчертава детското, а спортното у Алиса компенсира с динамика на рисунката. Мигуновият образ се превръща в своеобразен образец за вариантите на други илюстратори, на които също така повлиява и анимационният вариант на Наталия Орлова (анимационният филм „Тайната на третата планета“). Рисуван вариант на Алиса се появява в България в българското детско комикс списание „Дъга“ в комикса „Момиченцето от Земята“.
В игралното кино особено популярен става образът на актрисата Наталия Гусева, макар той още повече да се отдалечава от оригинала. Алиса на Наталия Гусева и Павел Арсенов е искрено, „неземно“ момиче с големи очи.